# Quedius maurus
Quedius maurus är en skalbaggsart som först beskrevs av Sahlberg 1830.  Quedius maurus ingår i släktet Quedius, och familjen kortvingar. Arten är reproducerande i Sverige.